# Storia universale della natura e teoria del cielo
Storia universale della natura e teoria del cielo (in tedesco Allgemeine Naturgeschichte und Theorie des Himmels) è un'opera scritta da Immanuel Kant nel 1755.
Il sottotitolo è Versuch von der Verfassung und dem mechanischen Ursprunge des ganzen Weltgebäudes nach Newtonischen Grundsätzen abgehandelt, cioè 'saggio sulla costituzione e l'origine meccanica dell'intera struttura del mondo, secondo i principi newtoniani').

## Contenuto
Secondo le teorie di Kant, il nostro sistema solare è semplicemente una versione ridotta dei sistemi a stella fissa come la Via Lattea e altre galassie. La cosmogonia che Kant propone in quest'opera è più vicina alle idee oggi accettate rispetto a quelle di alcuni pensatori a lui contemporanei, come Pierre-Simon Laplace
Nella sua introduzione alla traduzione inglese del libro di Kant, Stanley Jaki critica il filosofo accusandolo di essere un matematico scadente e minimizza l'importanza del suo contributo alla scienza.Tali critiche appaiono comunque ingiuste; Gordon G. Brittan, Jr. considera l'opera di Kant "la prima cosmologia seriamente scientifica"